# Testa (sintassi)
In sintassi e in morfologia, la testa è l'elemento linguistico che domina un sintagma.
Se prendiamo il sintagma verbale lavora onestamente, dal fatto che il verbo lavora ha una sua autonomia sintattica (infatti lavora, da sé, forma una frase grammaticale in italiano) è possibile assumere un rapporto gerarchico tra il verbo e l'avverbio onestamente, tale per cui lavora è la testa e onestamente un modificatore. Infatti, una frase come *Paolo onestamente non è una frase grammaticale. La testa e il modificatore sono dunque due componenti di un sintagma e il primo domina il secondo.
In grammatica generativa, la testa è intesa come un parametro che identifica le relazioni di dipendenza in tutti i diversi sintagmi. Così, nella frase Il mio amico mangiò un piatto di spaghetti, la testa del sintagma verbale mangiò un piatto di spaghetti sarà mangiò, mentre nel sintagma preposizionale di spaghetti, la testa sarà la preposizione di.
La testa può precedere o seguire i modificatori. Nel primo caso, si parla di "testa iniziale", nel secondo di "testa finale".